# Dekadence

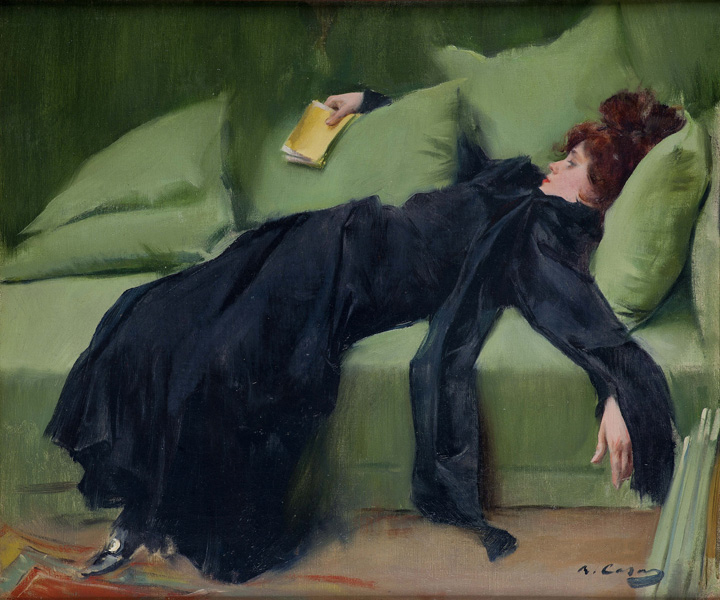
Obraz Mladá dekadentka (Jove decadent, 1899), autorem je katalánský malíř Ramon Casas i Carbó

Dekadence (z lat. de-cadentia od cadere, padat) znamená úpadek, rozpad; odtud přídavné jméno dekadentní, úpadkový. Pojem dekadence se objevil ve středověké latině, odkud přešel do většiny národních jazyků. Od raného novověku byl spojován zejména s představou kulturního a společenského úpadku, který podle historiků 18. a 19. století vedl k rozpadu Římské říše. Ve druhé polovině 19. století se pojmu začalo užívat i k označení tehdejšího výrazného myšlenkového a uměleckého proudu, postaveného kolem pocitů zmaru, smutku a nudy, ale také na přijímání a vytváření co nejrafinovanějšího umění. Životní styl dekadentů se vyznačoval sklony k okultismu, extrémním podobám náboženství, užívání drog a nevázanému sexuálnímu životu.
Přestože je dekadence přelomu 19. a 20. století spojena především s literaturou, lze dekadentní díla nebo přinejmenším dekadentní prvky hledat také v ostatních uměleckých druzích, zejména ve výtvarném umění. K nejdůležitějším představitelům literární dekadence patřil francouzský spisovatel Joris-Karl Huysmans, v Anglii působící tvůrcové Oscar Wilde a Algernon Charles Swinburne a v českém prostředí pak Arnošt Procházka, Jiří Karásek ze Lvovic a Karel Hlaváček.

## Vývoj a charakteristika pojmu

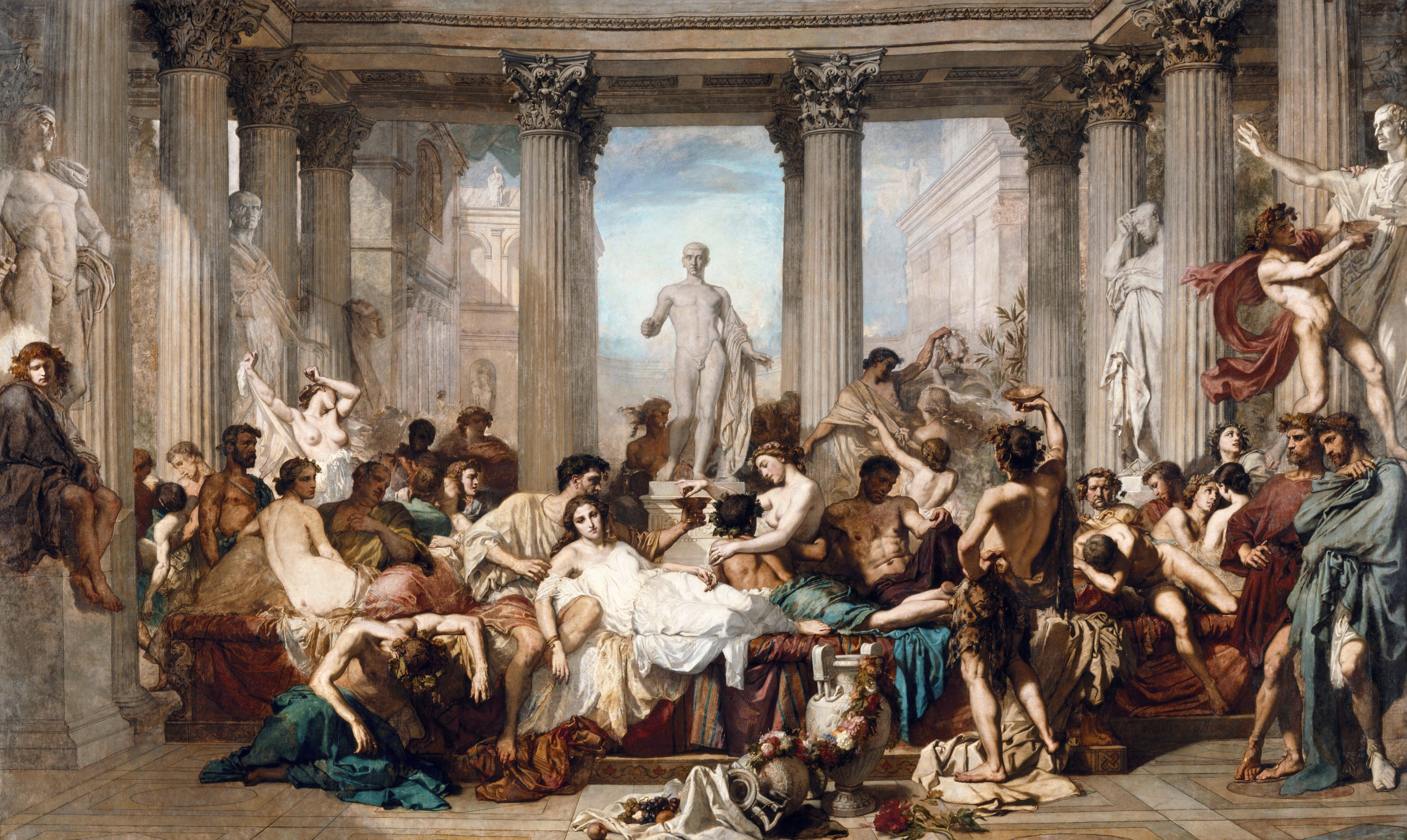
Obraz Římané v době úpadku (Les Romains de la décadence, 1847), autorem je francouzský malíř Thomas Couture

Ač je představa společenského a mravního úpadku od nepaměti přítomna v mnoha významných světových kulturách, mýtech a náboženských systémech (hinduistická Kalijuga, pokles od Zlatého věku v řeckých mýtech a myšlení, svět upadlý do hříchu a neštěstí v křesťanství), je slovo dekadence jako synonymum pro úpadek a zkaženost výrazně mladší. Poprvé se objevilo teprve ve středověké latině, odkud později přešlo do většiny evropských jazyků.
V 18. století se především ustálila představa o rozpadu Římské říše jako o důsledku vojenské, kulturní a mravní dekadence, která byla podle dobových myslitelů nutným osudem každého mocného impéria. Klíčovým autorem byl v tomto ohledu Charles Louis Montesquieu – téměř veškerou budoucí interpretaci pádu Říma ovlivnil svou esejí Sláva a úpadek říše římské (Considérations sur les causes de la grandeur des Romains et de leur décadence, 1734). V ní se pokoušel vysvětlit dekadenci a rozpad hodnot na chování některých nechvalně proslulých císařů, jako byl Nero, Caligula nebo Heliogabalus. Na Montesquiea navázal především anglický historik Edward Gibbon, když ve svém Úpadku a pádu římské říše (History of the Decline and Fall of the Roman Empire, 1776–1789) spojil údajnou katastrofickou ztrátu římských občanských hodnot a ctností také s nástupem křesťanství a na dlouhou dobu vytvořil v historiografii představu o nešťastném, ale nevyhnutelném kulturním úpadku dokonalé římské civilizace.
V průběhu 19. století začalo být označení „dekadence“ kromě úvah o společnosti užíváno také stále častěji v rámci umělecké kritiky. Francouzský autor a badatel Désiré Nisard je v roce 1834 použil k popisu textů, jež vnímal jako nadměrně vyumělkované a kladoucí větší důraz na použitý jazyk než na to, o čem pojednávají – šlo především o díla literárního romantismu. Ve druhé polovině 19. století se umělci a vzdělanci s tímto označením postupně začali ztotožňovat, mimo jiné díky Théophilu Gautierovi, který pojem využil v pochvalném smyslu ve své předmluvě k vydání Baudelairových Květů zla z roku 1868. Vznik dekadence jako uměleckého (zejména literárního) směru se nicméně pojí především s výsměšnou sbírkou „dekadentních básní“, uveřejněnou v roce 1885 Beauclairem a Vicairem, a s následnou reakcí parodovaných básníků, kteří označení „dekadenti“ přijali za své.
Dekadentní myšlení vycházelo z pocitů marnosti, prázdnoty a nudy, případně i zklamání a beznaděje jednotlivce, jak je v soudobé filosofii představoval například Arthur Schopenhauer a do jisté míry i Søren Kierkegaard nebo Friedrich Nietzsche. Avšak i ti myslitelé 19. století, kteří byli v jádru optimističtí a věřili v pokrok, jako například pozitivista August Comte nebo utopický socialista Charles Fourier, často označovali svou dobu za éru přechodu, krize či dočasného úpadku. V literatuře se dekadentní postoj projevuje zejména pesimistickými náladami, pocity zmaru, morbiditou, mysticismem, erotickou přesyceností, ale i narcismem. K životu dekadentů se často vázalo bohémství, satanismus, nevázaný sex nebo alkohol, opium a jiné drogy.
Proti představám o výchovném poslání umění, jež by mělo představovat kladné hrdiny a společenské vzory, dekadence zdůrazňovala svébytnost umění, které ničemu jinému neslouží. „Lartpourlartismus“ (z francouzského „l'art pour l'art“, tedy „umění pro umění“), se stal jedním z hesel dekadence, podobně jako představa „čistého umění“. Tento kult neuznával kromě ideálů krásy žádné jiné funkce umění, tedy sociální, morální, politické ani jiné. Jednalo se o umění určené těm, kteří se o umění zajímají a chtějí mu porozumět – jinými slovy, nešlo o umění, které vyžadovaly nejširší vrstvy společnosti. Básníci i umělci si zakládali na novosti a překvapivosti krásy, kterou objevovali právě v postavách osobně rozvrácených, ve věcech starých, zchátralých, v originalitě básnického jazyka a symbolů, které skrývají hloubku a tajemství (v tomto bodě se dekadence protíná se symbolismem). Významným fenoménem byl též dandysmus, vyznačující se důrazem na fyzický vzhled, oblékání a vystupování ve společnosti. Východisko z nudné šedi pohodlného života hledali mnozí v římskokatolickém i pohanském náboženství, ve východní moudrosti, v okultismu a podobně.

## Dekadence v literatuře

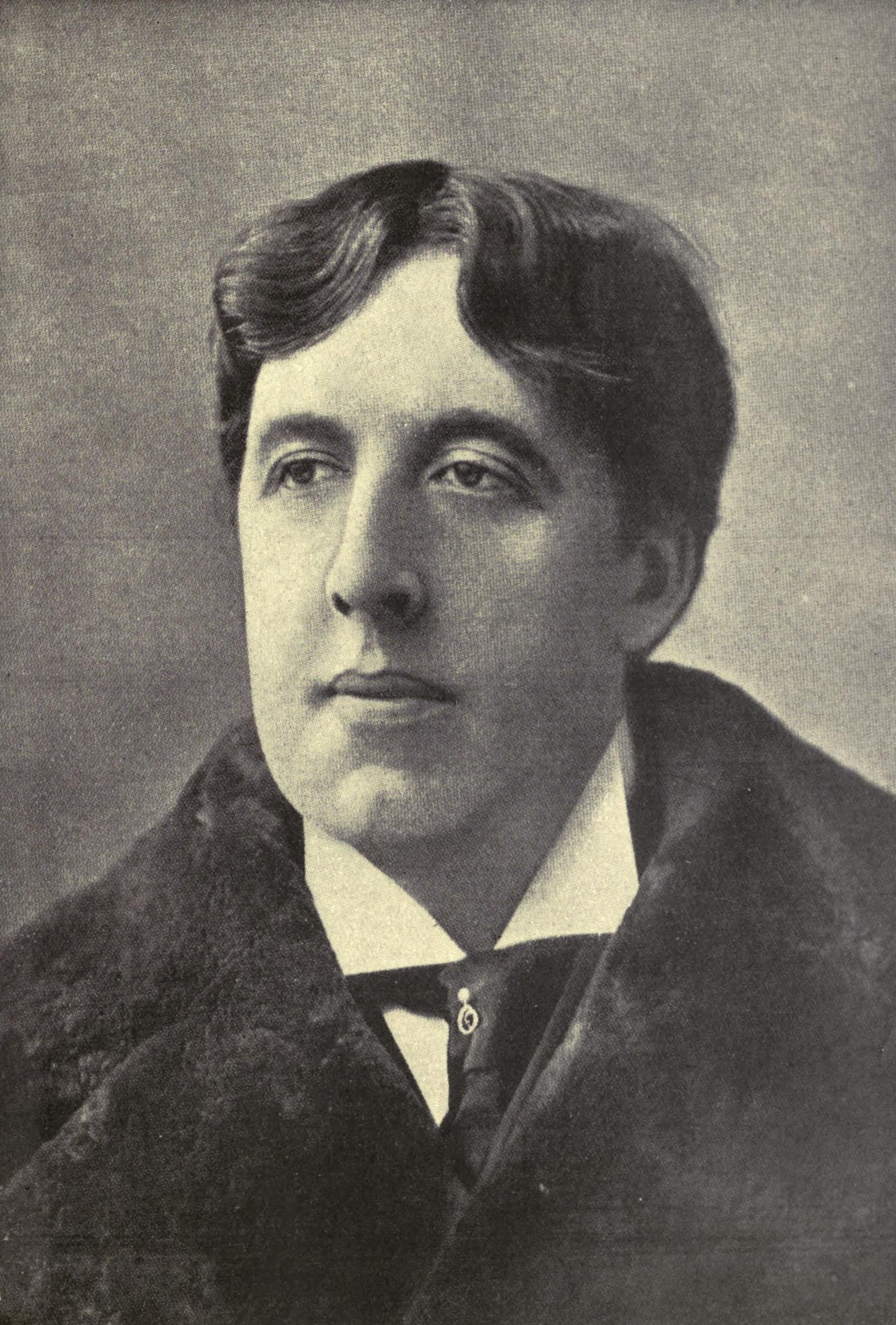
Oscar Wilde, v Anglii působící dekadentní spisovatel, dramatik a dandy irského původu

### Světová literatura
Literární dekadence byla velmi rozmanitá a v každé z evropských zemí má poněkud jinou povahu. Mezi francouzské dekadentní spisovatele se počítají Joris Karl Huysmans, Joséphin Péladan, Jean Lorrain nebo Rachilde, v širším pojetí také Paul Verlaine, Tristan Corbière nebo Stéphane Mallarmé. V německy mluvící oblasti je mezi ně řazen Hugo von Hofmannsthal, Rainer Maria Rilke, Thomas a Heinrich Mann, v Polsku Stanisław Przybyszewski, v Rusku například Fjodor Sologub, v Anglii Oscar Wilde, Algernon Charles Swinburne a jiní.
Za „bibli dekadence“ byl považován román Naruby (1884) Jorise-Karla Huysmanse. Kniha představila svého zjemnělého protagonistu, Jeana Floressase des Esseintes, jako prototyp dekadentního antihrdiny se zálibou v umění, květinách, parfémech a artificialitě.

### Česká literatura
Předzvěsti dekadence se v českém prostředí začínaly projevovat již od konce 70. let 19. století. Za dílo, které již částečně obsahuje dekadentní motivy, je možné považovat například melancholickou sbírku Imortely (1879) Irmy Geisslové. Šalda označil za „prolog dekadence“ vrcholná díla Zeyerova.
Tribunou skutečné české dekadence se pak stal časopis Moderní revue (1894–1925), založený Arnoštem Procházkou a Jiřím Karáskem ze Lvovic. Do časopisu, který se neomezoval pouze na literaturu, ale publikoval i grafiku, přispívali také Karel Hlaváček a Hugo Kosterka. Kromě českých dekadentních prací zpřístupňoval časopis prostřednictvím překladů i díla významných zahraničních osobností, například Baudelaira nebo Przybyszewského.
Jedinou básnickou sbírkou Arnošta Procházky se stalo Prostibolo duše (1894), Jiří Karásek ze Lvovic publikoval mimo jiné sbírku Zazděná okna (1894) nebo román Gotická duše (1900). K českým dekadentním literátům patřili též Karel Kamínek, Louis Křikava, Jan Opolský, Miloš Marten, Arthur Breisky a mnozí další.

## Dekadence ve výtvarném umění

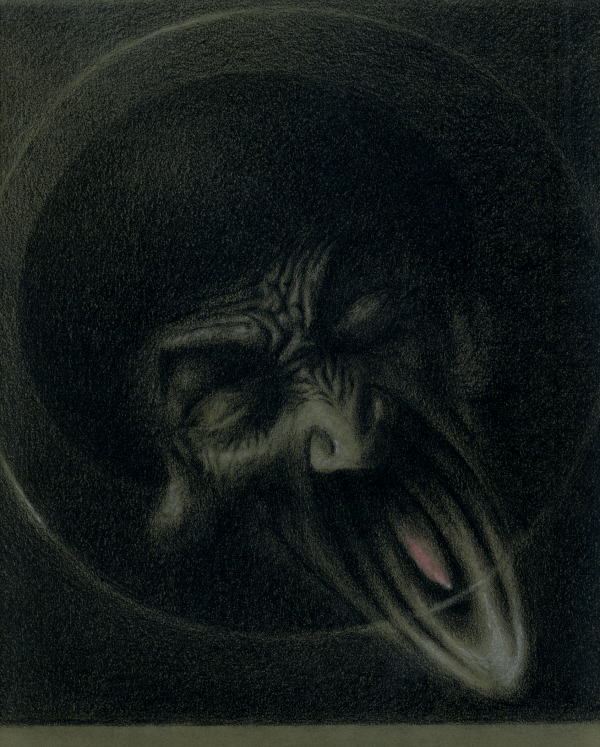
Hlaváčkova kresba nazvaná Vyhnanec (1896–1897) vznikla jako ilustrace k Procházkově sbírce Prostibolo duše (1895)

Na rozdíl od literatury nevzniklo ve světovém ani českém výtvarném umění organizované dekadentní hnutí, ačkoliv četná díla izolovaných tvůrců z přelomu 19. a 20. století jsou k tomuto uměleckému směru přiřazována. Ze světových tvůrců může být jmenován například Gustave Moreau, Gustav Klimt nebo Félicien Rops. Často se tak děje na základě spojení jejich děl s literaturou – Klimtův obraz Judity s hlavou Holofernovou (1901) tvoří obdobu spisovatelské fascinace osobností Salome (například u Wildea), obrazy Moreaua a dalších malířů jsou předmětem protagonistovy fascinace v románu Naruby, Félicien Rops vytvořil obraz na frontispis k posmrtnému vydání Baudelairových Trosek (Les Épaves, 1866) a podobně. Větší roli než výtvarný postup hraje při identifikaci dekadentního díla to, co je zobrazeno. V anglickém prostředí jsou za typickou ukázku výtvarné dekadence považována jednoduchá černobílá díla, jež vytvářel Aubrey Beardsley a jeho následovníci, tedy pravý opak přemrštěného a bohatého stylu psaní, v němž měli zálibu literární dekadenti.
U českých malířů je možné dekadentní prvky hledat na některých obrazech Hanuše Schwaigera, Maxmiliána Pirnera či Jakuba Schikanedera. Démoni a upíři objevovali na plátnech Jaroslava Panušky; dále lze jmenovat Františka Kavána nebo Jana Preislera, v krátkém období tvorby též Maxe Švabinského. Značný vliv měl Alfred Kubin a také okruh časopisu Moderní revue, do kterého spadal předčasně zesnulý Karel Hlaváček či Hugo Steiner-Prag. Zejména pražští němečtí umělci, jako Rudolf Jettmar či August Brömse, se inspirovali mnichovskou mytologickou, symbolistní a dekadentní malbou. Na české výtvarné tvorbě se ovšem ze zahraničních vlivů nejsilněji podepsala výstava děl Edvarda Muncha v roce 1905.
České dekadentní sochařství reprezentuje v 90. letech 19. století dílo Františka Bílka, po přelomu století pak sochy Quida Kociana a Jana Štursy, ale také plastiky Ladislava Šalouna a Bohumila Kafky. Česká dekadentní fotografie nalezla zastoupení ve snímcích Františka Drtikola.

## Dekadence v hudbě
Přestože mnoho dekadentních tvůrců konce 19. století považovalo hudbu za ideální umělecký druh, je obtížné jasně vymezit, čím by se měla dekadentní hudba vyznačovat. Jednou z možností je položit důraz na její téma, zejména jde-li o adaptace literárních děl – příkladem může být Debussyho zhudebňování Verlainových a Baudelairových básní nebo Straussova opera Salome (1905) vycházející z Wildeovy divadelní hry. Jinou možností je postavit do středu dílo Richarda Wagnera a skladatelů na něj navazujících. Zejména Wagnerovy opery inspirovaly dekadentní tvůrce, z nichž někteří dokonce navštívili Bayreuth.